# سارناغبیور (آسکران)
سارناغبیور (به ارمنی: Սառնաղբյուր) یا آغ‌بلاغ (به ترکی اذربایجانی: Ağbulaq) یک منطقه مسکونی در جمهوری آرتساخ  است که در استان آسکران واقع شده است.